# Jeunesse Esch
Jeunesse Esch, plným názvem AS la Jeunesse d'Esch, je lucemburský fotbalový klub z města Esch-sur-Alzette. Založen byl roku 1907 jakožto Jeunesse la Frontière d'Esch. Patří k nejúspěšnějším lucemburským klubům, 28x vyhrál lucemburské mistrovství (1920-21, 1936-37, 1950-51, 1953-54, 1957-58, 1958-59, 1959-60, 1962-63, 1966-67, 1967-68, 1969-70, 1972-73, 1973-74, 1974-75, 1975-76, 1976-77, 1979-80, 1982-83, 1984-85, 1986-87, 1987-88, 1994-95, 1995-96, 1996-97, 1997-98, 1998-99, 2003-04, 2009-10) a 12x lucemburský pohár (1934-35, 1936-37, 1945-46, 1953-54, 1972-73, 1973-74, 1975-76, 1980-81, 1987-88, 1996-97, 1998-99, 1999-00). Mnohokrát se zúčastnil evropských pohárů, nejúspěšněji v sezonách 1959-60 a 1963-64, kdy prošel do 2. kola Poháru mistrů evropských zemí.